# M202ロケットランチャー
M202 FLASH (Flame Assault Shoulder Weapon) は、第二次世界大戦以前の火炎放射器を代替する焼夷兵器として1960年代に開発されたアメリカ製の携行ロケットランチャーである。
ベトナム戦争で試験運用された試作のXM191 ナパームロケットランチャーを基として設計された。

## 概要
M202は、直径66mmのM74焼夷ロケット弾を発射するロケットランチャーである。装填されるロケットは4発で、1発ずつ発射する。M74ロケット弾は、約0.61kgの燃焼剤が入ったM235弾頭を装備しており、この燃焼剤はナパームと誤解されるが、増粘自然発火剤 (thickened pyrophoric agent, TPA) である。
このTPAは、トリエチルアルミニウム (TEA) をブチルゴムによって増粘させたものである。有機金属化合物であるTEAは自然発火性をもち、空気中に曝露すると1,200°Cの温度で燃え上がる。この燃焼はアルミニウムによる強い白色の光を発し、ガソリンやナパームより高温である。この光は非常に激しく、距離によっては直接火に晒されずとも熱放射だけで火傷を引き起こす。
ロケットの口径は同時代のM72 LAWと共通であり、焼夷弾ではなく成形炸薬弾を搭載した対戦車ロケット弾の発射も可能である（実際にXM191ではそうであった）が、M202用は開発されなかった。
右肩に載せて発射する設計となっており、立射・膝射・伏射のどれも可能である。射撃後はロケット4発入りクリップを装填することにより、再度使用が可能。
以下の表は目標に応じて5割の命中弾を期待できる距離である。
- バンカー開口部：50m
- 窓：125m
- 銃架ないし通常車両：200m
- 分隊規模の部隊陣形：500m

この5割の確率は、4発同時発射した場合という仮定のものである。
標準的には大隊司令部に9つが配備されていたが、一般的には必要に応じて小銃小隊につき1つ配備された。ほとんどの携行ロケットランチャーと同様に専門の射手は存在せず、小銃手が通常の装備に加えて携行する。これが代替したM2火炎放射器よりかなり軽量にはなったが、依然として大きくかさばり、弾薬も信頼性にかけていた。結局、ほとんど運用されることはなくなってしまったが、一応はアメリカ軍の装備品として残っている。
最近では米軍が焼夷弾だけでなくサーモバリック爆薬も用いるようになり、アフガニスタンへ派遣された米軍の棚卸物資にM202A1が記載されている。

## 運用国
- 韓国
- アメリカ合衆国

## 登場作品

### 映画
『エクスペンダブルズ3 ワールドミッション』
後半の戦闘でコンラッド・ストーンバンクスの一味に買収されたアズメニスタン軍の一部が、主人公、バーニー・ロス率いるエクスペンダブルズに攻撃を行う中、RPG-7で攻撃する部隊の内の1人が発砲する。
『コマンドー』
主人公、ジョン・メイトリックス大佐とヒロインのシンディが使用し、二発ずつ発射。素人のシンディは本ランチャーを前後逆に持ってしまい、初めの一発は後ろに発射して電話ボックスを吹き飛ばしてしまう。なお、劇中では本来の焼夷弾頭ではなく、通常の榴弾として描写されている。
『真・仮面ライダー 序章』
CIAの工作員が、敵怪人に対して使用する。

### アニメ
『THE UNLIMITED 兵部京介』

『おそ松さん』（第2期）
第11話で、ある事情の復讐のために襲い掛かるチビ太から六つ子が逃げる際、チョロ松と十四松が反撃に使用している。だがチビ太は直撃したにもかかわらず、この攻撃を無傷で耐えている。
『バイオハザード デスアイランド』
クリス・レッドフィールドが使用。アルカトラズ島地下の武器庫に置かれていたものを拾い、B.O.W.「ディロン」に対して連続で発射するが、効き目がなかったため早々に放棄される。

### ゲーム
『Just Cause 2』
DLCを導入することで使用可能。「Quad Rocket Launcher」の名称で登場する。
『Paperman』
サブ武器として登場、プレイヤーは紙なので、引火すると徐々にダメージを受ける。
『Wargame Red Dragon』
NATO陣営のアメリカ軍デッキで使用可能な対戦車兵器として登場する。
『コール オブ デューティ ブラックオプス』
「グリムリーパー」という名称で登場。航空機にロックオンが可能。
『タイムクライシス3』
最終ボスであるジョルジォ・ゾット将軍が、残り体力がわずかになると2つ同時に担いで使用。
『チームフォートレス2』
ソルジャーのレベル5ロケットランチャー。名前は「THE BLACK BOX」に変更されている。
『バーチャコップ』
第1作のBEGINNERステージのボス、コングが使用。
『バイオハザードシリーズ』
『バイオハザード (ゲーム)』
『バイオハザード3 LAST ESCAPE』
『バイオハザード RE:2』
『バイオハザード RE:3』
『北斗無双』
ジャギが原作でも使用した中折れ式のソードオフ・ショットガンとは別に、真・伝承奥義「核の炎」にて本発射機と同一の外見を有するロケットランチャーを使用するが、名称通り発射する弾頭は本来有り得ない核弾頭である。
『メタルギアソリッドピースウォーカー』
M202A1が登場。1発の威力は低いが、ミサイルカテゴリーの武器の中で唯一複数装弾できるため、総合的な火力は高い。
『ルナーク』
スタート地点にプレイヤーの人数分置いてある。
『PAYDAY2』
DLCを導入することで使用可能。「Commando 101」の名称で登場する。
『フォートナイト』
「クアッドランチャー」という名称で宝箱及び救援物資から出現する。